# David Maryanayagam Swamidoss Pillat
David Maryanayagam Swamidoss Pillat SDB (* 11. Januar 1905 in Vallambury, Britisch-Indien; † 17. Juli 1969) war Bischof von Vellore.

## Leben
David Maryanayagam Swamidoss Pillat trat der Ordensgemeinschaft der Salesianer Don Boscos bei und empfing am 7. Juli 1934 das Sakrament der Priesterweihe.
Am 4. Juli 1956 ernannte ihn Papst Pius XII. zum Bischof von Vellore. Der Erzbischof von Madras-Mylapore, Louis Mathias SDB, spendete ihm am 9. September desselben Jahres die Bischofsweihe; Mitkonsekratoren waren der Bischof von Shillong, Stephen Ferrando SDB, und der Bischof von Tanjore, Rajarethinam Arokiasamy Sundaram.
Er nahm an der ersten, zweiten und vierten Sitzungsperiode des Zweiten Vatikanischen Konzils als Konzilsvater teil.